# The Sweatbox
Pour plus de détails, voir Fiche technique et Distribution.
The Sweatbox est un film documentaire britannique réalisé par Trudie Styler et John-Paul Davidson en 2002. Il s'agit d'un making-of qui suit le processus de production mouvementé du film d'animation Kuzco, l'empereur mégalo des studios Disney, depuis sa version de travail intitulée Kingdom of the Sun jusqu'au film terminé, en se concentrant sur les conflits entre les artistes et la production. Le travail du chanteur Sting sur les chansons du film est particulièrement détaillé. Le documentaire n'a connu qu'une diffusion très limitée.

## Fiche technique
- Titre : The Sweatbox

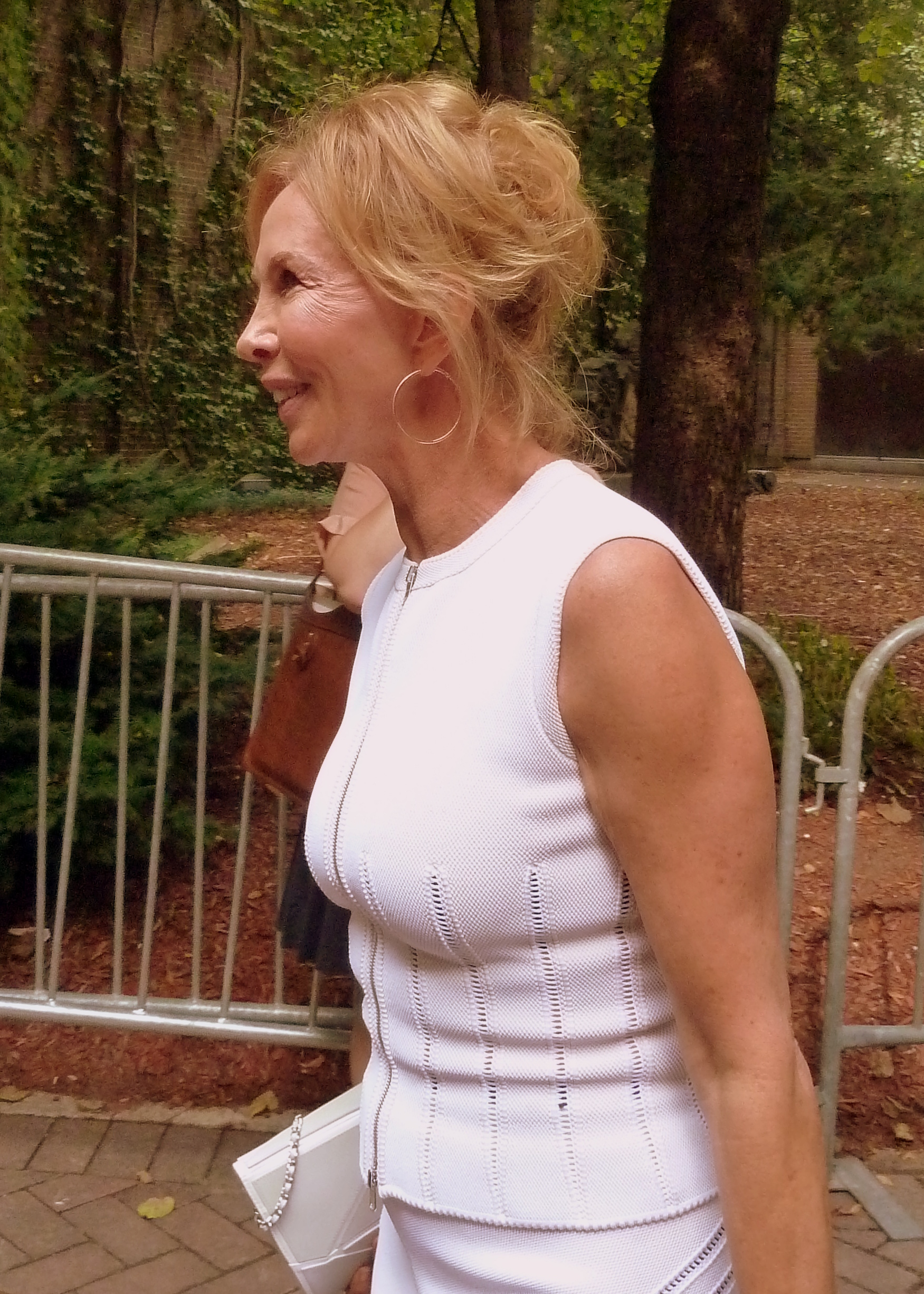
Trudie Styler en 2012.

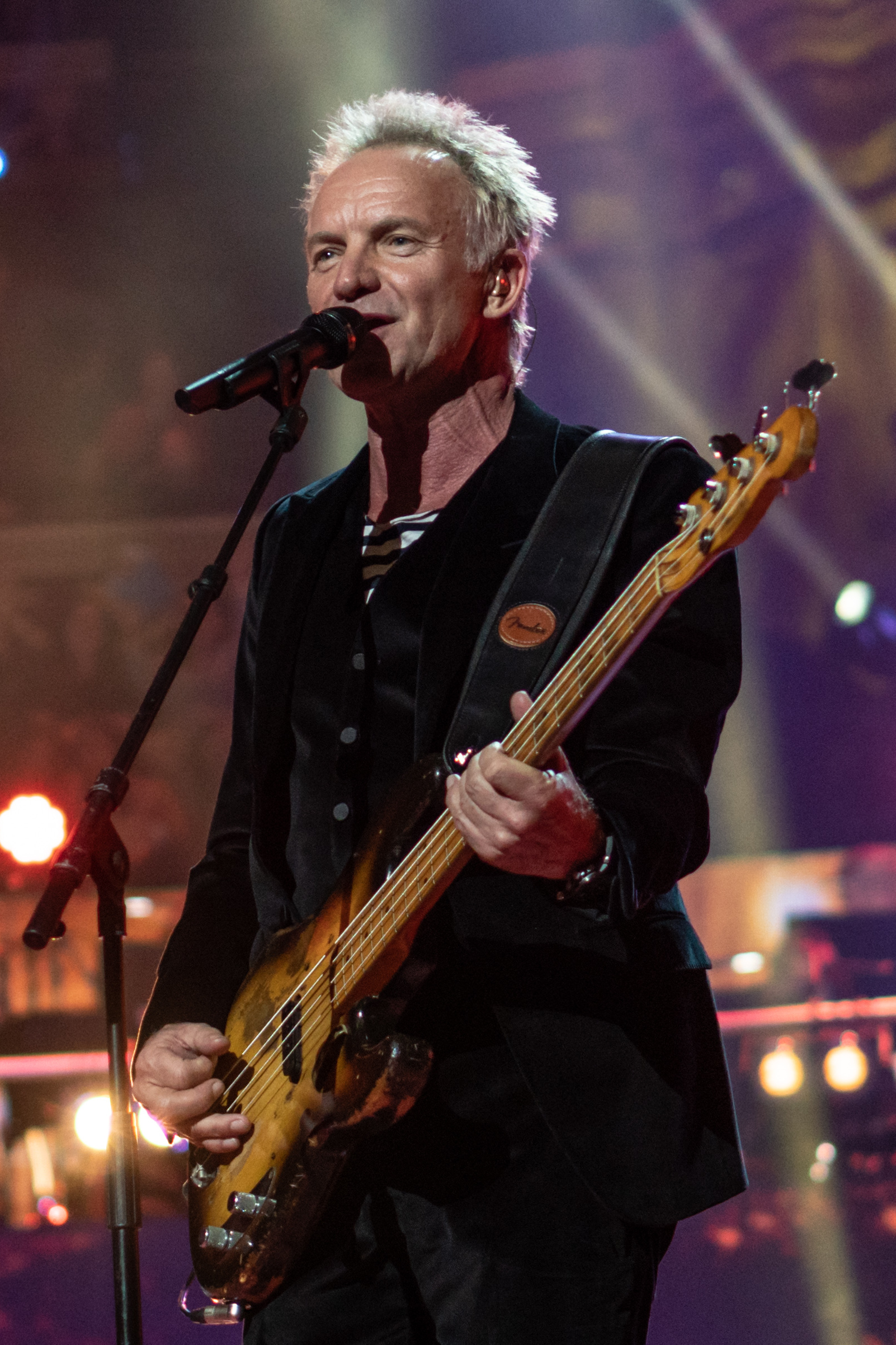
Sting en concert en 2018.

- Réalisation : Trudie Styler et John-Paul Davidson
- Direction de production : Trudie Styler et John-Paul Davidson
- Image : Neal Brown, Jeremy Pollard
- Montage : Susanne Rostock
- Musique originale : Dave Hartley
- Pays : Royaume-Uni
- Studio de production : Xingu Films
- Durée : 86 minutes (version approuvée par Disney et projetée en salles)
- Langue : anglais
- Sortie :
  - Canada : 13 septembre 2002 (Festival du film de Toronto)
  - États-Unis : 2002 (sortie limitée, Los Angeles)

## Distribution
Les personnalités indiquées ci-dessous apparaissent et/ou sont interviewées dans le documentaire.
- Roger Allers
- Stephen J. Anderson
- Dale Baer
- Tony Bancroft
- John Debney
- Andreas Deja
- Mark Dindal
- Roy Edward Disney
- Doug Frankel
- Randy Fullmer
- John Goodman
- Eartha Kitt
- Tom Jones
- Marc Shaiman
- David Spade
- Sting
- Patrick Warburton
- Owen Wilson

## Conception
En 1997, Roger Allers, auréolé du succès du Roi Lion, se voit confier par les studios Disney la réalisation d'un nouveau long métrage d'animation. La Walt Disney Company contacte Sting pour en composer et en interpréter les chansons. Sting accepte, notamment à la condition que son épouse, la documentariste Trudie Styler, se verra chargée de réaliser le making of du film via sa société Xingu Films, ce que le studio accepte. Le projet de long métrage animé en est alors à ses débuts et est baptisé "Production N°1331", ou "Kingdom". Trudie Styler est autorisée à filmer sans restriction toutes les étapes de l'élaboration du film. Cependant, cette dernière s'avère bien plus mouvementée et conflictuelle que prévu. Le titre du film, The Sweatbox (la « boîte à sueur »), est le nom donné aux petites salles de projection, au départ non climatisées, où Walt Disney visionnait puis critiquait le travail de ses artistes dans les studios de Walt Disney Studios Burbank.

## Diffusion
La sortie de The Sweatbox était prévue au départ pour 2001. Seul un court extrait, concernant l'élaboration de la chanson "My Funny Friend and Me" par Sting, est finalement diffusé sur le DVD de Kuzco, l'empereur mégalo sous le titre "Making the Music Video". Une version du documentaire au montage refait pour être approuvé par Disney est projetée en avant-première du Festival du film de Toronto le 13 septembre 2002, puis est diffusée dans un unique cinéma de Los Angeles, le Loews Beverly Center Cineplex, pendant une semaine, sans publicité, afin d'être éligible pour une nomination à un Academy Award. The Sweatbox est également projeté à Orlando, à l'Enzian, durant le Festival du film de Floride. Le film n'est plus diffusé depuis par Disney, ni en salles, ni en vidéo, ni sur Internet. En mars 2012, un internaute met en ligne le documentaire dans une version légèrement différente de celle approuvée par Disney et présentée en festival. Depuis cette fuite, le film réapparaît régulièrement en ligne avant d'être retiré à la demande de Disney.

## Accueil
À la sortie du documentaire aux États-Unis en septembre 2002, le magazine américain Variety en livre une critique favorable, appréciant « l'aperçu fascinant de la manière dont les décisions créatives sont faites et défaites », le rythme soutenu du documentaire et ses aspects techniques soignés. Le résultat lui semble « un incontournable pour tous les fans d'animation sérieux et les cinéphiles en général ». Le site Film Freak Central confère au film une note de 2 sur 4 et indique : « Tout bien pesé, ce n'est pas beaucoup plus subversif ou édifiant que votre featurette moyenne sur un DVD, mais ne soyez pas surpris si Disney le supprime quand même ».
Selon le magazine Première en 2012, le documentaire s'inscrit « dans cette série de doc et de livres qui reviennent sur les amères années de la présidence Eisner, années fondatrices de l’empire Mickey (1984-2004) » (Michael Eisner était alors le PDG de Disney).
Le site Chronique Disney confère au documentaire une note de 3 sur 4 et estime que « son visionnage permet de mieux comprendre le processus de création chez Disney et de pointer les responsabilités de chacun, même si l’opus est clairement à charge contre la Direction de Disney de l’époque ». Sur Mouse Planet, Wade Sampson indique : « Rarement des artistes ont été montrés de manière si évocatrice dans leur peur des exécutifs, ou des exécutifs montrés si ignorants de la bonne manière de travailler avec des artistes, de résoudre des problèmes liés à la création d'une histoire et de comprendre ce que les publics voulaient » . Il ne trouve pas que le film soit « anti-Disney » car, bien que le travail en cours montré sur Kingdom of the Sun soit impressionnant, il estime qu'il n'y a aucune garantie que la première mouture du film aurait été une réussite.
En 2021, Peter Schneider, ancien président de Walt Disney Animation Studios , se dit « déçu » que Disney continue à empêcher toute diffusion du documentaire : « Peu importe comment nous apparaissons dedans, bons ou mauvais. Je pense que c'est un film intéressant. Disney+ est en train de tout bouffer. Alors pourquoi ne pas le diffuser ? ».